# 和田瑞穂
和田 瑞穂（わだ みずほ、1958年1月21日 - ）は、日本の元女優。

## 出演作品

### テレビドラマ
- 腐蝕の構造 第7話（1977年）
- Gメン'75（TBS）
  - 第104話「77.5.14 津坂刑事殉職」（1977年）
  - 第108話「ヌードモデル殺人事件」（1977年）
  - 第125話「ウソ発見器」（1977年）− 山田刑事刺傷第1発見者
- 消えた巨人軍（1978年）- 売店女店員
- ムー一族 第13話（1978年）
- 新五捕物帳 第32話-第33話（1978年）
- 大都会 PARTII 第7話（1978年）
- 大都会 PARTIII
- 八丁堀暴れ軍団（1979年） - おひろ
- おやこ刑事（1979年）
- ザ・スーパーガール 第36話「夜の女子寮 狙われたチアガール」（1979年）
- 吉宗評判記 暴れん坊将軍「春の嵐に散った恋」（1979年） - 冬姫
- 西部警察 第3話「白昼の誘拐」（1979年）
- 水戸黄門 第10部 第8話「関所の沙汰は銭次第 -新居-」（1979年） - お静
- 西遊記II 第19話（1979年）
- 必殺仕事人 第42話「隠し技 暗闇とどめ刺し」（1980年、ABC / 松竹） - お梅
- 大捜査線 第25話（1980年）
- 噂の刑事トミーとマツ 第12話「張り込み先の珍家族」（1980年） - 山本奈美
- 鬼平犯科帳 第18話（1980年）
- ウルトラマン80 第16話「謎の宇宙物体スノーアート」（1980年） - ナレーターコンパニオン
- 特捜最前線
- 雪姫隠密道中記 第13話「忍びの里の復讐鬼-伊賀-」（1980年） - 由美

### 映画
- 多羅尾伴内（1978年） - 木田禮子 役
- 多羅尾伴内 鬼面村の惨劇（1978年） - 真理子 役
- トラック野郎・突撃一番星（1978年） - みどり役[1]
- 野性の証明（1978年） - アベックの女
- トラック野郎・一番星北へ帰る（1978年） - みどり[2]
- 白昼の死角（1979年） - 江波みどり 役
- 乱れからくり（1979年）
- 天使の欲望（1979年） - 里美 役
- 二百三高地（1980年）
- 動乱（1980年）